# Thelymitra maculata
Thelymitra maculata är en orkidéart som beskrevs av Jeffrey A. Jeanes. Thelymitra maculata ingår i släktet Thelymitra och familjen orkidéer. Inga underarter finns listade i Catalogue of Life.